# Garavi sokak
Garavi Sokak je srpski pop-rock sastav osnovan 1989. godine.

## Diskografija
- Garavi sokak (1989.)
- Garavi sokak 2 (1990.)
- Garavi sokak (1991.)
- Da se vrate srećni dani (1992.)
- Slova tvoga imena (1994.)
- Dobro je (1996.)
- Sagradićemo brod (1998.)
- Doviđenja tugo (2001.)
- Svako ima nekog koga više nema (2004.)
- Ja bih za tebe dao sve (2008.)
- Zrnce Ljubavi (2014.)

## Vanjske poveznice
- Garavi Sokak - službene stranice